# Archibracon flavimanus
Archibracon flavimanus är en stekelart som först beskrevs av Szepligeti 1913.  Archibracon flavimanus ingår i släktet Archibracon och familjen bracksteklar. Inga underarter finns listade.